# Andesamazilia
De andesamazilia (Uranomitra franciae synoniem: Amazilia franciae) is een vogel uit de familie Trochilidae (kolibries).

## Verspreiding en leefgebied
Deze soort komt voor van Colombia tot noordelijk Peru en telt drie ondersoorten:
- U. f. franciae: noordwestelijk en centraal Colombia.
- U. f. viridiceps: zuidwestelijk Colombia en westelijk Ecuador.
- U. f. cyanocollis: noordelijk Peru.